# Distrito de Banda
Banda (en hindi; बांदा जिला) es un distrito de India en el estado de Uttar Pradesh. Código ISO: IN.UP.BN. Es una parte de la División Chitrakoot. Comprende una superficie de 4 413 km².El centro administrativo es la ciudad de Banda.
Situada en la región histórica de Bundelkhand, Banda es famosa por su piedra Shajar, que se utiliza para fabricar joyas, y también por los sitios de importancia histórica y arquitectónica de Khajuraho y Kalinjar. Khajuraho es Patrimonio de la Humanidad, famoso por sus templos elaboradamente tallados. La fortaleza de Kalinjar es famosa por su historia de guerra y sus gloriosas esculturas de roca.

## Historia
En 1998, los tehsils de Karwi y Mau, anteriormente parte del distrito de Banda, se convirtieron en el nuevo distrito de Chitrakoot. Banda era una ciudad y un distrito de la India británica, en la división de Allahabad de las Provincias Unidas. La población en 2011 era de 1.799.410. Anteriormente fue, pero ya no es, un acantonamiento militar.

## Demografía
Según censo 2011 contaba con una población total de 1 799 541 habitantes, aproximadamente igual a la nación de Gambia. o al estado estadounidense de Nebraska.  El distrito tiene una densidad de población de 404 habitantes por kilómetro cuadrado (1.050/milla cuadrada). Banda tiene una proporción de sexos de 863 mujeres por cada 1000 hombres, y una tasa de alfabetización del 68,11%.
| Año  | Población | Tasa de crecimiento anual |
| ---- | --------- | ------------------------- |
| 1901 | 406,944   | —                         |
| 1911 | 424,056   | +0.41%                    |
| 1921 | 396,194   | −0,68%                    |
| 1931 | 421,181   | +0.61%                    |
| 1941 | 486,491   | +1,45%                    |
| 1951 | 519,370   | +0,66%                    |
| 1961 | 631,666   | +1.98%                    |
| 1971 | 792,699   | +2,30%                    |
| 1981 | 1,023,644 | +2.59%                    |
| 1991 | 1,237,962 | +1.92%                    |
| 2001 | 1,501,602 | +1.95%                    |
| 2011 | 1,799,410 | +1.83%                    |

### Idiomas
En el momento del censo de India de 2011, el 95,81% de la población del distrito hablaba hindi, el 1,96% bundeli y el 1,50% urdu como primera lengua. El dialecto local cambia de Bundeli en el sur a Awadhi en el norte.

### Religión
| Religión   | Por ciento |
| ---------- | ---------- |
| Hindúes    | 91%        |
| Musulmanes | 8,76%      |
| Otros      | 0,24%      |

## Economía
La economía es predominantemente agrícola, siendo los principales cultivos el arroz con cáscara, el trigo y las hortalizas. 
En 2006, el Ministerio de Panchayati Raj nombró a Banda como uno de los 250 distritos más atrasados de la India (de un total de 640).

### Agricultura
Hay dos cosechas principales: Kharif y Rabi; uno entre julio y octubre y el otro entre noviembre y marzo. Los registros antiguos en el diccionario geográfico imperial o el diccionario geográfico del distrito mencionan el algodón como uno de los principales cultivos aquí. Pero eso se ha desvanecido con el tiempo. Actualmente los principales cultivos que se cultivan actualmente son los siguientes:
- Kharif: Paddy, jowar, bajra, til, moong, urd, arhar y sanai son los principales cultivos que se obtienen en estos días. El arroz se toma normalmente como monocultivo, mientras que otros se siembran de forma mixta. Hace 100 años, el algodón se tomaba como cultivo mixto junto con otros cultivos en Kharif. Actualmente, el gobierno está presionando para que la soja reemplace a todos los demás cultivos de Kharif. Esta tendencia finalmente matará de hambre a este distrito.
- Rabi: Trigo, cebada junto con gramo, linaza, mostaza, masoor y guisantes son los principales cultivos. Hay una tendencia a cultivos mixtos y variaciones regionales en la elección de los cultivos según la situación geográfica y la disponibilidad de riego.
- Zaid: las terceras cosechas suelen tomarse en los lechos de los ríos; eso incluye sandías y algunas verduras.

## Geografía
El distrito consiste en gran parte de tierras altas irregulares con afloramientos de rocas que se entremezclan con tierras bajas, que frecuentemente están bajo el agua durante la temporada de lluvias. El río Baghein atraviesa el distrito de suroeste a noreste. Otros ríos importantes son el río Ken en el este y el Yamuna en el norte. Las comunidades dominantes de esta zona son Kshatriyas, Patels, Chandrauls, Chandelas, Bundelas, etc.

## Divisiones administrativas
Hay cinco Tahsils, a saber, Banda, Naraini, Baberu, Pailani y Atarra que comprenden ocho bloques de Badokhar-khurd, Jaspura, Tindwari, Naraini, Mahua, Baberu, Bisanda y Kamasin del actual distrito de Banda.

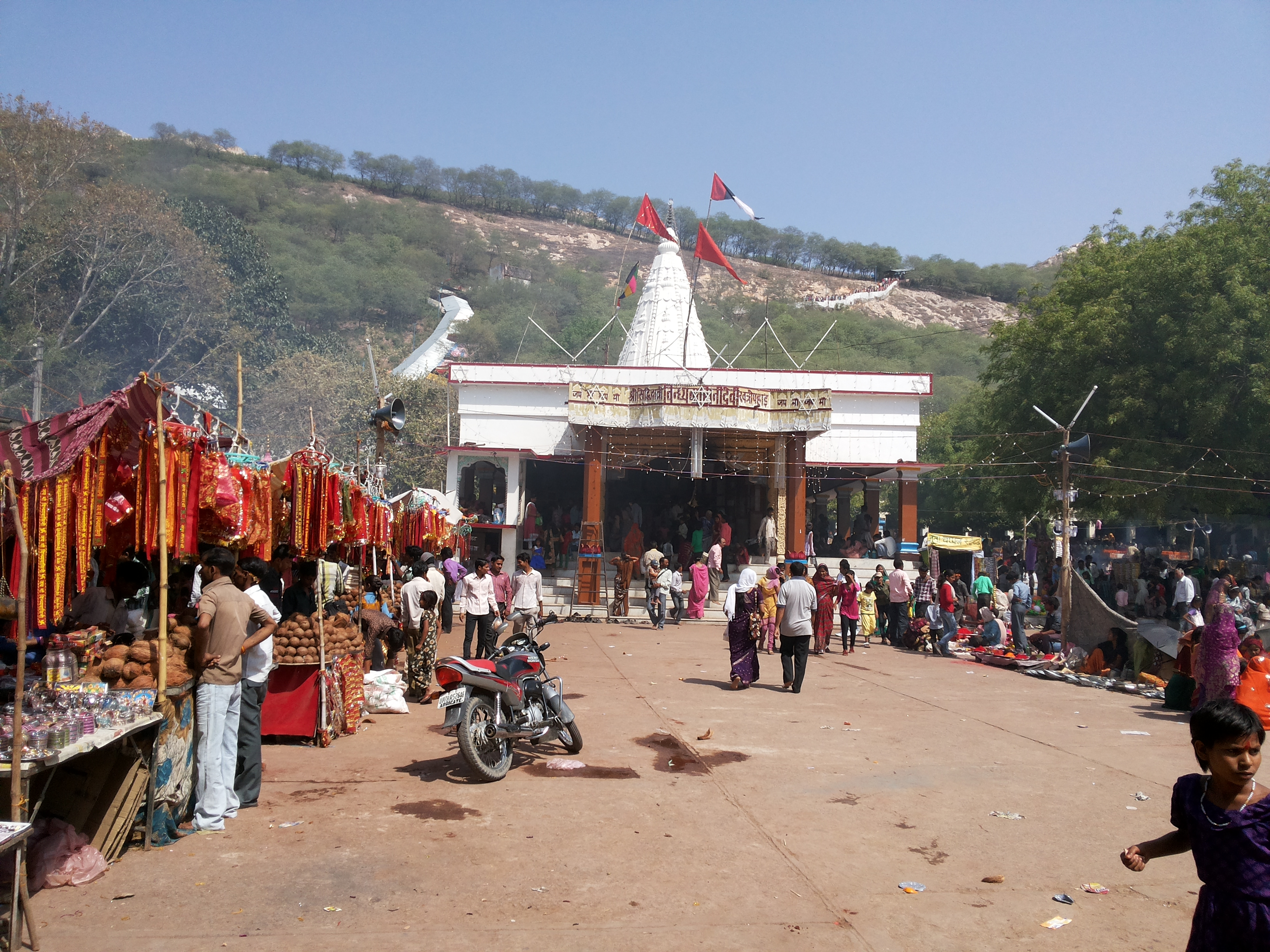
Templo de Khatri Pahar, atracción turística local cerca de la ciudad de Banda.

Hay diecisiete thanas, a saber, Kotwali City, Kotwali Dehat, Mataundh, Tindwari, Pailani, Chilla, Naraini, Atarra, Girwa, Kalinjar, Badousa, Bisanda, Baberu, Kamasin, Fatehganj, Jaspura y Marka.

### Las colinas
Las colinas del distrito consisten en la parte de la meseta de Vindhyan que se encuentra en el extremo sur de los tahsils Mau y Karwi (ahora conocido como el distrito Chitrakut). El flanco norte de Vindhyas, conocido como rango de Vindhyachal, comienza cerca de Yamuna en el extremo este de tahsil Mau. Se aleja del Yamuna en dirección suroeste, aumentando gradualmente en elevación, aunque en ninguna parte por encima de los 450 metros del nivel medio del mar. Deja el distrito cerca de las colinas asustadas de Anusuiya para reaparecer de Godhrampur en la parte sureste de Naraini tahsil. Desde este punto hacia el oeste hasta Kalinjar las colinas de la frontera del distrito.